# Wild Soul
A Wild Soul (magyarul: Vad lélek) egy dal, amely Moldovát  képviselte a 2014-es Eurovíziós Dalfesztiválon, Koppenhágában. A dalt a moldáv Cristina Scarlat adta elő angol nyelven.
A dal a 2014. március 15-én rendezett 16 fős moldáv nemzeti döntőben nyerte el az indulás jogát, ahol a zsűri és a nézői szavazatok együttese alakította ki a végeredményt.
A dalt Koppenhágában a május 6-i első elődöntőben adták elő, fellépési sorrendben tizenegyedikként a flamand Axel Hirsoux Mother című dala után, és a san marinoi Valentina Monetta Maybe című dala előtt.

## Külső hivatkozások
- Dalszöveg
- A Wild Soul című dal videóklipje
- A dal első próbája a koppenhágai arénában
- A dal második próbája a koppenhágai arénában
- A dal előadása az Eurovíziós Dalfesztivál első elődöntőjében